# Óla Jákup Jensen
Óla Jákup Kristian Jensen eller Ole Jacob Jensen (født 3. januar 1898 i Kvívík, død 9. april 1991) var en færøsk politiker (FF). Han var sømand, skipper og senere købmand, og var uddannet skipper. Han var bestyrelsesmedlem i Sjóvinnubankin 1954–1973. Jensen var også bestyrelsesmedlem i Føroya skipara- og navigatørfelag i flere år fra 1931 og fremefter, og var formand i otte år. 
Han var valgt til Lagtinget fra Norðurstreymoy 1943–1945. Han indtrådte senere som minister uden portefølje og vicelagmænd i Kristian Djurhuus' anden regering 1957–1959 i stedet for Hákun Djurhuus, der var blevet valgt til Folketinget.